# 161962 Гальчин
161962 Га́льчин (161962 Galchyn) — астероїд головного поясу, відкритий 27 квітня 2007 року в Андрушівській астрономічній обсерваторії. Названий на честь села Гальчин, Андрушівський район, де знаходиться Андрушівська обсерваторія.